# Heide Narnhofer
Heide Narnhofer (* 13. Juni 1945 in Wien) ist eine österreichische theoretische Physikerin.

## Leben
Heide Narnhofer studierte nach dem Abitur in Wien ab 1963 Physik an der Universität Wien und wurde 1968 bei Walter Thirring in theoretischer Physik promoviert (Die Leitfähigkeit von Kontaktflächen). Gleichzeitig war sie 1967 bis 1969 wissenschaftliche Assistentin und hatte Mathematik und Physik für das Lehramt studiert. Sie unterrichtete auch kurz 1970/71 als Lehrerin (Lehramtsprüfung November 1970). Davor war sie 1969/70 mit einem Stipendium am IHES in Paris (unter anderem bei Derek W. Robinson). 1971 wurde sie wieder Assistentin bei Thirring in Wien, der sie in seiner Autobiographie als eine seiner drei engsten wissenschaftlichen Mitarbeiter nach seiner Rückkehr vom CERN (1971) bezeichnete. Sie ist außerordentliche Universitätsprofessorin i. R. an der Universität Wien.
1974/75 war sie Gastwissenschaftlerin an den Bell Laboratories, 1981 Gastprofessorin an der Universität Göttingen, hielt 1980 Gastvorlesungen am SISSA in Triest und war Gastwissenschaftlerin in Hamburg, Lausanne, Bielefeld, Orsay, Leipzig, Berkeley, Princeton und Rom.

## Wirken
Sie befasst sich mit mathematischer Physik, statistischer Physik und Quantenphysik. Insbesondere untersuchte sie, wie sich Gleichgewichtszustände in der Quantenmechanik großer Systeme einstellen (Quantenergodentheorie). Ihre Zusammenarbeit mit Thirring in den 1970er Jahren fiel in eine Schaffensphase von Thirring, in der er sich quantenmechanischen Vielteilchensystemen mit Coulomb-Wechselwirkung und Systemen mit gravitativer Wechselwirkung zugewandt hatte (beide langreichweitig und singulär bei Annäherung der Teilchen). Mit Thirring leitete sie Konvexitätseigenschaften und daraus exakte Ungleichungen im Spektrum von Vielteilchensystemen bei Coulombsystemen ab. Mit Peter Hertel und ebenfalls mit Thirring fand sie gravitative (plus Coulomb-Wechselwirkung) Systeme nichtrelativistischer Fermionen als Fälle negativer spezifischer Wärme. Weitere Arbeiten mit Thirring betrafen die Existenz von Quasiteilchen und die Kennzeichnung von Gleichgewichtszuständen in der Quantenstatistik als adiabatisch invariante Zustände.
Mit Alain Connes und Thirring verallgemeinerte sie die Kolmogorow-Sinai-Entropie auf eine quantenmechanische dynamische Entropie im Rahmen nichtkommutativer Operatoralgebren. Mit Rudolf Haag und Ulrich Stein untersuchte sie die Hawking-Temperatur und den Unruh-Effekt der Gravitation im Rahmen der axiomatischen Quantenfeldtheorie von Haag.  Sie befasst sich in jüngerer Zeit auch mit Quanteninformationstheorie und Quantenverschränkung.
Von 1993 bis 1998 war sie im Exekutivkomitee der International Association of Mathematical Physics, an deren Gründung Mitte der 1970er Jahre sie mitgewirkt hatte. Sie war mit Peter Michor und Thirring wesentlich an der Gründung des Erwin-Schrödinger-Instituts in Wien im Jahr 1993 beteiligt. 1994 erhielt sie den Erwin-Schrödinger-Preis.

## Schriften (Auswahl)
Außer den in den Fußnoten zitierten Arbeiten.
- mit E. Lieb: The thermodynamic limit for jellium, J. Stat. Phys., Band 12, 1975, S. 291
- mit Geoffrey Sewell: Equilibrium states of gravitational systems, Comm. Math. Phys., Band 71, 1980, S. 1–28, Project Euclid
- mit Thirring: Mixing properties of quantum systems, J. Stat. Phys., Band 57, 1989, S. 811–825
- mit H. Posch, W. Thirring: Dynamics of unstable systems, Phys. Rev. A. Band 42, 1990, S. 1880–1890
- mit, Thirring: On quantum field theory with Galilei-invariant interactions, Phys. Rev. Lett., Band 54, 1990, S. 1863  (ausführlicher Narnhofer, Thirring: Galilei-invariant quantum field theories with pair-interaction, in International Journal of Modern Physics, Band 6, 1991, S. 2937–2970)
- mit Thirring: Algebraic K-systems, Lett. Math. Phys., Band 20, 1990, S. 231–250
- mit Thirring: Clustering of algebraic K-systems, Lett. Math. Phys., Band 30, 1994, S. 307–316
- mit Thirring: Entanglement, Bell inequality and all that , J. of Math. Phys., Band 52, 2012, S. 095210
- mit W. F. Wreszinski: On reduction of the wave-packet, decoherence, irreversibility and the second law of thermodynamics, Physics Reports, Band 541, 2014, Heft 4